# Organizaciones Revolucionarias Integradas
Organizaciones Revolucionarias Integradas (ORI) fue la agrupación política, creada en junio de 1961, para reunir al Movimiento 26 de Julio de Fidel Castro, al Partido Socialista Popular (PSP) de Blas Roca, y al Directorio Revolucionario 13 de Marzo de Faure Chomón.

## Historia
Fue el primer intento de agrupar en un mismo frente las fuerzas políticas de la revolución cubana. Uno de los principales problemas fue la tensión creada debido a que dicha organización se definía como un partido de masas cuando sus integrantes eran estrictamente seleccionados. Sin embargo, críticas internas, sobre todo de Fidel Castro hacia el PSP y específicamente a uno de sus integrantes, Aníbal Escalante, secretario de organización de las ORI, conllevaron a un proceso de reorganización con vías a formar efectivamente un partido único revolucionario.
Lo principal era las críticas a que los nuevos cuadros del ORI provenían del PSP cooptando de hecho la nueva estructura. Dicho proceso, de rectificación como se dijo oficialmente, culmina el 26 de marzo de 1962 cuando dio paso a la formación del Partido Unido de la Revolución Socialista de Cuba (PURSC).

## La Microfracción
En su informe Raúl Castro nos hace saber qué cosa es la "Microfracción", término hasta el momento desconocido para todos:
"A mediados del año 1966 llegaron a nuestro poder distintas informaciones sobre opiniones, críticas a la dirección de la revolución y específicamente al compañero comandante Fidel Castro así como comentarios contra la línea ideológica del Partido, provenientes de algunos viejos militantes del PSP...".
Planteaban que la pequeña burguesía era la clase predominante en los grupos revolucionarios y que había hecho intentos por lograr que todo el poder pasase a sus manos. El ejemplo más importante que utilizaban era que al producirse el triunfo de la revolución, los elementos de derecha trataron de frustrarla y mantener a Cuba en el campo capitalista, pero al aprobarse la reforma agraria y dictarse otras leyes revolucionarias, el gobierno de los Estados Unidos cerró el intercambio comercial, fortaleciendo la corriente genuinamente revolucionaria en el interior del país. Con posterioridad, la pequeña burguesía y los elementos anticomunistas centraron sus ataques contra los viejos miembros del PSP, especialmente contra Aníbal Escalante, que era el que más firmemente defendía las posiciones ideológicas de la clase obrera.
Además:
- Estimaban que las serias divergencias entre Cuba y China fortalecían la corriente que representaba Aníbal Escalante.
- Que el problema con China era beneficioso además, porque, según ellos debilitaba la tesis de que el único camino que tienen los pueblos de América Latina es el de las armas.
- Se oponían en general a la lucha armada alegando la inexistencia de condiciones objetivas y subjetivas.
- Estimaban que la lucha tal y como estaba planteada en Venezuela era una aventura.
- Estaban en contra de los planteamientos hechos por el comandante Fidel Castro el 26 de julio de 1966, donde se refirió a la ayuda de la Unión Soviética a Chile, a Brasil y algunas oligarquías latinoamericanas.

### Actividades realizadas por la "Microfracción"
De acuerdo al informe leído por Raúl Castro el grupo realizó las siguientes actividades delictivas:
- Tanteo de la opinión de los viejos militantes y exdirigentes del PSP.
- Intentos de sondeo de algunos miembros del Comité Central.
- Acercamiento a funcionarios y ciudadanos soviéticos, alemanes y checoslovacos, miembros del partido algunos, representantes del gobierno, y otros, periodistas con acceso a dirigentes del Comité Central del Partido Comunista de la Unión Soviética, con el fin de hacer llegar sus puntos de vista contrarios a la línea del Partido Comunista de Cuba y crear un estado de opinión en la dirección de estos partidos favorable a sus posiciones, llegando incluso a pretender que existiese una presión política y económica por parte de la Unión Soviética que obligase a la revolución a acercarse a ese país.

### Críticas y comentarios que realizaban los elementos microfraccionarios
- Sobre la preparación combativa: se criticaba acremente encontrándole todo tipo de deficiencias y fallas, que en el fondo revelaban una actitud contraria a la preparación militar del pueblo.
- Las constantes movilizaciones o cambios de los cuadros de una actividad a otra, de un cargo a otro, no permitían la especialización y toma de experiencia.
- Ir dos años a la agricultura no iba a resolver ningún problema, que había que lograr que los obreros que se habían ido regresaran y eso se lograba con la utilización del estímulo material, que el envío de los militantes al campo era incorrecto, que éstos no podrían suplir la experiencia práctica y secular del campesino.
- La planificación existente era mala, que no se estaba utilizando como instrumento principal en el desarrollo armónico de nuestra economía, que los planes se hacen, se rehacen todos intervienen en su elaboración a todos los niveles, que hay que trabajar tres o cuatro veces más de lo que se debía.
- La salida (hacia los Estados Unidos) por Camarioca había tenido que suspenderse porque la cantidad de gente que se iba era mayor de lo que se esperaba, que se estaba armando un espectáculo negativo.
- La entrada gratis a los espectáculos deportivos, la medida era demagógica, ya que se aumentaba el dinero circulante y promovía la inflación.
- No se publicaban materiales de contenido marxista.
- La influencia de la pequeña burguesía era bastante fuerte en nuestra revolución, que eso era malo para el partido, que la corriente ideológica que ahora predominaba era la de la pequeña burguesía.
- Nuestro partido era débil ideológicamente, que tendríamos dificultad para pagar nuestros compromisos, de acuerdo con la disponibilidad del azúcar en aquel momento —1966 y 1967— que no nos alcanzaría y que la URSS tendría que seguir suministrando ayuda.
- El trabajo voluntario de los domingos al campo: no rendía beneficio alguno, porque ocasionaba más gasto trasladar a la gente que el rendimiento obtenido, la emulación socialista debía estar bajo la responsabilidad del movimiento obrero con la aplicación del estímulo moral y material, jugando uno y el otro.

### Circulación de documentos contrarios a la línea del Partido, reuniones y círculos de Estudio
- El grupo reproducía, circulaba e intercambiaba distintos documentos contrarios a la línea del partido con el conocimiento y participación de Aníbal Escalante, el cual hubo de recibir del detenido Félix Fleitas Posadas un folleto del dirigente del Partido Comunista de Venezuela, Daniel Chirinos.
- Aníbal Escalante también le entregó a su exsecretaria —en la práctica seguía siendo secretaria— una copia reproducida de la carta respuesta del Partido Comunista de Venezuela a nuestro primer ministro.
- Reproducción del artículo "Crear dos, tres vietnames"[1] aparecido en la checoslovaca "Reportar" donde se calificaba de romántico, aventurero anarquista al compañero comandante Che Guevara.

### Acercamiento a extranjeros
- Aníbal Escalante realizó distintas gestiones para hacer llegar al exterior las discrepancias que el grupo tenía con la línea del partido y a estos efectos aprobada contactos que se hacían con extranjeros, orientaba la información que debía darse a los mismos y realizaba gestiones para lograr viajar a la URSS y otros países donde pudiera explicar su posición.
- En ocasión de ser designado el doctor Emilio de Quesada para que en unión del doctor Alonso asistiese a un congreso médico en Europa a fines del año 1966, recibió Quesada orientaciones de Aníbal Escalante para entrevistarse con la soviética Galia Dubróskaia, miembro del PCUS, o del Komsomol, para que le entregase una carta de presentación, con el propósito de imponerla de las opiniones discrepantes de la línea del partido que tenía el grupo.
- Quesada gestiona permanecer varios días en Checoslovaquia, oportunidad que aprovecharía para entrevistarse con el doctor Frantisek Kriegel miembro del Comité Central del Partido Comunista Checo.
- Esta entrevista fue consultada con Aníbal Escalante, así como la forma en que debía trasladarle a Kriegel las opiniones del grupo.
- Kriegel le mandó decir a Aníbal Escalante que "si la cosa internamente estaba así tenía que cuidarse ya que podrían matarlo".

### Falta de lealtad al Partido y al país
Sigue Raúl Castro leyendo su informe:
Durante el interrogatorio el detenido Octavio Fernández Bonis ¨reconstruyó¨ el documento dictado por Aníbal, cuyo contenido es de sumo interés porque revela con toda claridad las ideas y los propósitos, así como la absoluta falta de lealtad al partido y al país, de los encartados. Fueron además estas mismas opiniones las que Aníbal trató de hacer llegar por todos los medios a la dirección soviética, en un desvergonzado intento de obtener su injerencia y apoyo en asuntos que incumben única y exclusivamente a nuestro pueblo y nuestro partido.
Según la versión de Octavio Fernández Bonis, el documento dictado a él por Aníbal Escalante, para ser entregado a Listov y para que éste a su vez lo hiciera llegar al director de Izvestia expresaba lo siguiente:
- Ante la nueva actitud de De Gaulle en Francia después de su fracaso en Vietnam y Argelia, presentándose ante el mundo con el mismo "slogan" del siglo pasado de "libertad, legalidad y fraternidad" y adoptando una posición justa de coexistencia pacífica, de libre comercio con todos los países, inclusive tácticamente frente al imperialismo yanqui aunque estratégicamente coincide por su posición de clase se ha estimulado una corriente en nuestra patria al calor de un crédito que la misma nos ha hecho tratando de acercarnos políticamente también. "A este fin se ha organizado una serie de actividades, tanto culturales como sociales: Salón de Mayo, giras turísticas, etcétera, facilitando así ese acercamiento entre grupos. Este grupo está dirigido por Llanusa, Marcelo Fernández, Alfredo Guevara y Carlos Franqui.
- Lógicamente esto obedece a la política de tratar de distanciarnos cada vez más de la Unión Soviética.
- Recientemente se ha establecido como material de estudio en los núcleos del partido el libro ¿Revolución en la revolución? de  Régis Debray, quien fue expulsado de la Juventud Comunista Francesa por sospecharse pertenencia al servicio de inteligencia francés. Su libro desconoce el papel del partido y de la clase obrera en lucha por el poder.
- Siguiendo esa tónica de editar materiales nuevos despreciando los manuales y otros libros que recogen algunas experiencias tanto filosófica como económicamente se suprime la Política, dando así oportunidad de editar libros que no tienen un cabal concepto marxista por el nuevo organismo creado: el Instituto del Libro.
- La promoción de cuadros en el partido se hace con compañeros de procedencia pequeño-burguesa y no proletaria, reflejándose por tanto en todo el trabajo conceptos y métodos ajenos a la clase obrera.
- Cuando se realizan nuevos ingresos en el partido se les pregunta a estos compañeros su opinión sobre la URSS para determinar si simpatiza o no.
- Si la respuesta es afirmativa, entonces hay que discutir con el compañero para esclarecerle algunos problemas...
- Toda esta política ha conducido desde luego a ir sustituyendo de las responsabilidades a viejos comunistas por entender que los mismos tienen posiciones prosoviéticas.
- En la América Latina nos encontramos prácticamente divorciados con la mayoría de los partidos comunistas por nuestra concepción de cómo desarrollar la lucha. Esto nos puede crear serios problemas en cuanto a la solidaridad hacia nuestra revolución y la unidad de acción frente al imperialismo.

## Secretariado de las ORI
A continuación la relación de los 24 hombres y una mujer miembros de la Dirección Nacional de las ORI:
- Fidel Castro
- Raúl Castro
- Che Guevara
- Osvaldo Dorticós Torrado
- Blas Roca
- Carlos Rafael Rodríguez
- Aníbal Escalante
- Severo Aguirre del Cristo
- Flavio Bravo
- César Escalante
- Joaquín Ordoqui
- Lázaro Peña
- Guillermo García Frías
- Emilio Aragonés
- Augusto Martínez Sánchez
- Faure Chomón
- Ramiro Valdés Menéndez
- Haydée Santamaría
- Manuel Luzardo
- Ramón Calcines
- Juan Almeida Bosque
- Armando Hart
- Sergio del Valle
- Osmani Cienfuegos
- Raúl Curbelo